# ФК Арка (Гдиня)
„А́рка“ (на полски: Morski Związkowy Klub Sportowy Arka Gdynia) е полски футболен клуб от град Гдиня. Основан е през 1924 година.

## История
През 1929 година е създаден клуб с названието „КС Гдиня“. През 1934 година е създаден нов клуб, който продължава традициите на първия клуб – „Котвица Гдиня“. През 1939 година клубът прекратява съществуването си.
След Втората световна война през 1946 година клубът възобновява деятелноста си. На следващата година, в резултат на обединението с „КС Портовец“, „КС Маринаж“, „Рибацки КС МИП“, смея името си на „Морски Гдиня“. През 1948 година полските власти решават да разформироват всички клубове и да ги влеят в няколко отраслови дружества, по съветски пример. „Морски“ е приписан на железопътната промишленост и е преименуван на „Звьонзковец Гдиня“, а през 1951 година в „Колеяж Гдиня“. През 1955 година е преименуван на „Докер Гдиня“, и едва през 1972 година клубът получава съвременното си име „Арка Гдиня“. Клубът често сменя спонсорите си, затова и спонсорките имена се появяват постоянно в клуба.
През 1974 година клубът дебютира в I лига, но не се задържа в нея. През 1976 година се завръща в нея и участва до 1982 година. През 1979 година отборът печели Купата и дебютира в европейските турнири. През 2005 година Арка се завръща в Първа лига, в която участва до 2011 година, с изключение на сезон 2007/08, когато е изваден дисциплинарно в по-долна лига заради участие в корупционна афера.
Състезава се в Екстракласа на полския шампионат. Домакинските си мачове отборът играе на стадион „ГОСИР“, с капацитет 15 500 зрители.

## Участие в евротурнирите
| Сезон   | Турнир                     | Кръг |  | Клуб                 | Резултат |
| ------- | -------------------------- | ---- |  | -------------------- | -------- |
| 1979/80 | Купа на носителите на купи | 1R   |  | Берое (Стара Загора) | 3:2, 0:2 |

## Успехи
- Екстракласа:
  - 7 място (1): 1978
- Купа на Полша:
  -  Носител на Купата на Полша (2): 1978/79, 2016/17
  -  Финалист (1): 2020/21
- Суперкупа на Полша:
  -  Носител на Суперкупата на Полша (1): 2017
- I лига:
  -  Победител в I лига (1): 2015/16

## Известни играчи
- Рафал Муравски
- Анджей Шармах
- Святослав Петренко
- Кшиштоф Лагиевка
- Ярослав Крупский[1][2][3]

## Български футболисти
- Стойко Сакалиев: 2009/10 в (Екстракласа) (13 мача - 0 гола)
- Любомир Любенов: 2009/10 в (Екстракласа) (31 мача - 0 гола)
- Александър Колев: 2018/19 в (Екстракласа) (19 мача - 1 гол)